# Horst Klawohn
Horst Klawohn (* 24. September 1939 in Sachsendorf) ist ein ehemaliger deutscher Radrennfahrer und nationaler Meister im Radsport.

## Sportliche Laufbahn
Klawohn hatte einen ersten Erfolg in der Leistungsklasse des DDR-Straßenradsports, als er 1960 die Oder-Rundfahrt in Frankfurt (Oder) gewann. Damals startete er für den Verein SG Dynamo Frankfurt (Oder). 1961 siegte er in dem traditionsreichen Rennen Rund um die Hainleite bei der 47. Austragung des Rennens vor Eberhard Butzke. 1964 gewann er gemeinsam mit Günther Maleska, Kurt Müller und Axel Peschel die nationale Meisterschaft im Mannschaftszeitfahren. Er startete ab 1961 für den SC Dynamo Berlin. 1962 wurde er 18. der DDR-Rundfahrt, 1963 wurde er als 23. klassiert.